# Vlamertinghe New Military Cemetery
Vlamertinghe New Military Cemetery is een Britse militaire begraafplaats met gesneuvelden uit de Eerste Wereldoorlog, gelegen in het Belgische dorp Vlamertinge. De begraafplaats ligt een 800-tal meter ten zuiden van het dorpscentrum en is vanaf de straat bereikbaar langs een graspad van 120 m. Ze werd ontworpen door Reginald Blomfield en wordt onderhouden door de Commonwealth War Graves Commission. Het terrein heeft een trapeziumvormig grondplan met een oppervlakte van ongeveer 5.125 m² en is gedeeltelijk begrensd door een bakstenen muur en een haag. In de noordwesthoek van de begraafplaats, vlak achter de toegang, staat het Cross of Sacrifice, met daartegenover de Stone of Remembrance en een paviljoen. 
Er worden 1.820 doden herdacht, waarvan 13 niet geïdentificeerd konden worden.

## Geschiedenis
Vlamertinge lag tijdens de oorlog in geallieerd gebied, ongeveer op de grens van het bereik van vijandelijk artillerievuur. In Vlamertinge waren veel artillerie-eenheden en "Field ambulances" (medische hulpposten) aanwezig. De eerste oorlogsjaren werd in het dorpscentrum Vlamertinghe Military Cemetery aangelegd, maar toen verdere uitbreiding daar niet meer mogelijk was, werd in juni 1917 de nieuwe begraafplaats gestart, mede met het oog op het geallieerde offensief van de Derde Slag om Ieper. In de tweede helft van 1917 kende de begraafplaats een grote uitbreiding. Men bleef deze gebruiken tot oktober 1918. Meer dan 880 van de gesneuvelden behoorden tot artillerie-eenheden.
Van de 1820 doden zijn er 1611 Britten (waarvan er 11 niet geïdentificeerd konden worden), 44 Australiërs, 154 Canadezen, 1 Nieuw-Zeelander, 3 Zuid-Afrikanen en 7 Duitsers (waarvan er 2 niet geïdentificeerd konden worden).
De begraafplaats werd in 2009 als monument beschermd.

## Graven

### Onderscheiden militairen
- John Kendrick Skinner, Company Sergeant Major bij de King's Own Scottish Borderers is drager van het Victoria Cross (VC), het Distinguished Conduct Medal (DCM) en het Croix de Guerre. Hij sneuvelde op 17 maart 1918.
- majoor Chester William Todd en kapitein Oscar Eugene Gallie, allebei bij de Royal Field Artillery werden onderscheiden met de Distinguished Service Order (DSO). Laatstgenoemde ontving ook het Military Cross (DSO, MC).
- volgende officieren ontvingen het Military Cross (MC): P.M. Pridmore, S.A. Rodney-Ricketts, R. Day, J.P. Wheeler, P. Wright, W.J. McMullin, A.H. Carrigan, H. Chronnell, S.G. Harbord, F.G. Bond, A.F.D. Colson, J.L. Sowinski, W.J. Knox, J.C. Foster en A.M. Gordon.
- de sergeanten W. Lynch van het King's Own (Royal Lancaster Regiment) en Albert Edward Marshall van de Royal Field Artillery en korporaal S.M. Chapman van de Royal Engineers werden onderscheiden met de Distinguished Conduct Medal (DCM).
- er liggen 25 militairen die de Military Medal (MM) ontvingen.

### Minderjarige militairen
- korporaal Eric D. Pollard van het King's Royal Rifle Corps en soldaat Homer Carbett Harrison van de Canadian Infantry waren 17 jaar oud toen ze sneuvelden.

### Aliassen
- kanonnier A. Sands diende onder het alias J. Gilbert bij de Canadian Field Artillery.
- soldaat Leonard Harding diende onder het alias L.T. Nixon bij de The King's (Liverpool Regiment).

### Gefusilleerde militair
- soldaat Edward Delargy van het 1st/8th Bn. Royal Scots werd wegens desertie gefusilleerd op 6 september 1917. Hij was 19 jaar.[2]